# Vild hør
Vild Hør (Linum catharticum) er en ret spæd, 5-25 cm høj urt, der vokser på enge og vejkanter. Frøene kan anvendes som et let afføringsmiddel.

## Beskrivelse
Vild Hør er en ret spæd, énårig plante med en opret vækst. De glatte stængler er kun ganske lidt forgrenede fra grunden, men ender i en rigt gaffelgrenet, åben kvast. De nederste blade sidder modsat, mens de øverste er mere eller mindre spredtstillede.
Bladene er lancetformede med hel rand, og oversiden er lyst grågrøn, mens undersiden er en smule mere bleg. Begge sider er helt hårløse. Blomstringen sker i juni-august, hvor man ser de hvide blomster med gult svælg sidde enligt ved spidsen af alle skudforgreninger. Frugten er en 5-rummet kapsel med få frø.

Rodnettet er meget fint trævlet, men når alligevel både dybt ned og vidt omkring.
Højde x bredde og årlig tilvækst: 0,25 x 0,10 m (25 x 10 cm/år).

## Voksested
Planten er udbredt i Nordafrika og over det meste af Europa (fra Irland til Grækenland) og derfra videre gennem Kaukasus til Iran. Arten holder til på fugtige, tørveholdige enge, halvtørre græsgange, i siv- og kogleaksbevoksninger, lavmoser m.m. Den ynder vinterfugtige, sommertørre voksesteder og er i øvrigt almindeligt forekommende i Danmark.

## Anvendelse i medicinen
Frøene kan anvendes som et let afføringsmiddel, hvilket det videnskabelige artsepitet sigter til (græsk karthartikós – rensende).
Planten indeholder garvestoffer og det giftige bitterstof linin.
| Portal | Portal:Botanik |